# تضخم البطين
تضخم البُطَين هو زيادة سماكة جدران البطين (الحجرة السفلية للقلب). يشيع حدوثه في البطين الأيسر، لكنه قد يصيب البطين الأيمن أو كلا البطينين معًا.
قد تنتج ضخامة البطين عن حالات متنوعة، منها تكيفية أو لا تكيفية، ومثال ذلك التضخم التكيفي الفسيولوجي المرافق للحمل استجابةً لزيادة حجم الدم، لكنه قد يحدث أيضًا بسبب إعادة هيكلة البطين بعد النوب القلبية. تشترك سبل خلوية قلبية مختلفة في إعادة الهيكلة الفسيولوجية أو المرضية وتسبب ظهور أنماط شكلية عيانية قلبية مختلفة.

## المظهر السريري
في تضخم البطين غير المتمركز، يكون احتمال وجود استجابة صحية لزيادة الضغط على القلب منخفضًا أو معدومًا، بينما تظهر ضخامة البطين المتمركزة بأشكال عدة، أشيعها الألم الصدري الذي قد يترافق مع الجهد أو يظهر دونه، وقد يشكو المريض من زلة تنفسية مع الجهد وتعب معمم وإغماء وخفقان قلبي. لا تظهر علامات قصور القلب الصريحة عادةً (مثل الوذمة والزلة التنفسية) في وضع الراحة.

## الفسيولوجيا
البطينات حجرات قلبية مسؤولة عن ضخ الدم إلى الرئتين (البطين الأيمن) أو بقية أعضاء الجسم (البطين الأيسر). يمكن تصنيف تضخم البطين إلى فئتين: التضخم المتمركز وغير المتمركز. ترتبط هذه التكيفات باستجابة الوحدات التقبضية في الخلايا القلبية، التي تُسمى القسيمات العضلية، لحالات الشدة المتمثلة بالتمارين والحالات المرضية.
ينجم تضخم البطين المتمركز عن فرط الحمل الضغطي على القلب، ما يسبب تصنعًا موافقًا في القسيمات العضلية (زيادة وحدات القسيمات العضلية). يرتبط تضخم القلب غير المتمركز بفرط الحمل الحجمي ويؤدي إلى زيادة مجموعات القسيمات العضلية.
ينتج تضخم البطين المتمركز عن حالات شدة متنوعة مثل ارتفاع الضغط الشرياني وعيوب القلب الولادية (مثل رباعية فالو) والعيوب الصمامية (تضيق الأبهر) والعيوب البدئية في عضلة القلب التي تسبب الضخامة بتأثير مباشر (اعتلال العضلة القلبية الضخامي). تمتاز هذه الحالات المرضية بارتفاع الضغوط التي تواجهها بطينات القلب، ففي رباعية فالو مثلًا، يتعرض البطين الأيمن لضغوط مرتفعة من الجزء الأيسر بسبب عيب في الحاجز بين البطينين، ونتيجة ذلك يطور هذا البطين تضخمًا للمعاوضة عن الضغوط المتزايدة. في ارتفاع الضغط الجهازي، يتعرض البطين الأيسر لضغوط أكبر للتغلب على ارتفاع ضغوط الدوران الدموي ويستجيب بزيادة سماكة جداره لمواجهة ضغوط الجدران المرتفعة.
يتصف تضخم البطين المتمركز بزيادة عدد القسيمات العضلية (الوحدات التقبضية للخلايا العضلية القلبية)، وينجم عن ذلك زيادة سماكة العضلة القلبية دون زيادة موافقة في حجم البطين. تمثل هذه الاستجابة نمطًا من سوء التكيف لعدم وجود زيادة موازية في التروية الوعائية للقلب، ما ينجم عنه ظهور مناطق من نقص التروية ضمن العضلة. يمكن أن تعوض هذه الاستجابة عن الضغط الحاصل لفترة من الزمن، وتحسن الوظيفة القلبية في مواجهة حالات الشدة، وهذا قد يسبب لاحقًا توسع البطين الذي يمنعه من ضخ الدم بفعالية ويؤدي إلى قصور قلبي.
عندما تزول هذه العوامل المحرضة لتضخم القلب المتمركز (سواء جراحيًا أو عبر تصحيح العيوب القلبية أو بعلاج ارتفاع الضغط عبر الحمية الغذائية والتمارين الرياضية) قد يتمكن القلب من «إعادة الهيكلة العكسية» ليعود إلى حالة أقرب للطبيعة بدلًا من الترقي للنمط الشكلي المتوسع المرضي.
يُشار إلى تضخم القلب غير المتمركز عمومًا بالتضخم الصحي الفسيولوجي، ويُطلق عليه غالبًا «قلب الرياضي»، وهو الاستجابة الطبيعية للتمرين الصحي أو الحمل، وينجم عنه زيادة كتلة عضلة القلب وقدرتها على الضخ. تمثل هذه العملية استجابةً لفرط الحمل الحجمي، سواء نجم عن زيادة عود الدم إلى القلب خلال التمرين أو الزيادة الفعلية في حجم الدم المطلق خلال الحمل. تزداد القدرة على الضخ نتيجة ظهور قسيمات عضلية إضافية في مجموعات متعددة تؤدي إلى زيادة قوة التقلص. يمكن تفسير هذا بالعودة إلى قانون فرانك ستارلنغ الذي يصف قدرة القسيمات العضلية على الانقباض بقوة أكبر كلما ازداد الترابط بين عناصر وحداتها الانقباضية. قد تكون هذه الاستجابة سريعةً في الرياضيين المدربين، إذ تزداد الكتلة العضلية في البطين الأيسر لديهم بنسبة 60% مقارنةً بالأفراد العاديين.
يملك المجدفون وراكبو الدراجات ومتزلجو الأرياف قلوبًا أكبر حجمًا، ويبلغ متوسط سماكة جدار البطين الأيسر لديهم 1.3 سم مقابل 1.1 سم عند البالغ العادي. رغم أن التضخم القلبي غير المتمركز يسمى قلب الرياضي، نجده عادةً فقط لدى الأفراد المتكيفين هوائيًا. مثال ذلك، يميل رافعو الأثقال لإعادة هيكلة القلب بشكل يشابه تضخم البطين المتمركز، لكن القلب لا يواجه فرط حمل حجمي هنا، بل يستجيب لارتفاع الضغط العابر الناجم عن زيادة المقاومة الوعائية. تحدث هذه المقاومة بسبب الضغط المطبق على الشرايين نتيجة التقبض العضلي المستمر.
رغم أن تضخم البطين غير المتمركز يعد استجابةً صحية لزيادة الطلب القلبي، فقد يترافق مع مخاطر عديدة. يزداد حدوث شذوذات التوصيل الكهربائي لدى الرياضيين مع زيادة هامة في وزن البطين الأيسر وارتفاع خطورة الموت القلبي المفاجئ. قد تتطور الحالة لدى الحامل إلى اعتلال عضلة القلب المحيط بالولادة الذي يمتاز بتوسع البطين الأيسر وعيب مرافق في الوظيفة القلبية. يقترح البعض أن هذا الترقي المرضي يتحدد جزئيًا بالاضطراب الأيضي الكامن (السكري) وفرط الضغط الذي قد ينجم عن استجابة قلبية بسوء التكيف للحمل. رغم أن علينا ملاحظة الفروق الواضحة بين تضخم القلب المرضي والفسيولوجي، قد يوجد مجال واسع من الأنماط الشكلية يتجاوز ما يمكننا كشفه بالنظر إلى النمط الشكلي العياني وحده.
تتطور الحالات المرضية في تضخم البطين الأيسر بآلية معقدة، وكثيرًا ما يعاني المصابون من اضطرابات كهربائية في العضلة القلبية، وأشيعها تسرع القلب البطيني وفوق البطيني. تتغير الهندسة الخلوية والبيئة خارج الخلوية في العضلة القلبية، وتتحرض بعض الجينات في قلب الجنين عادةً مع الكولاجين والبروتينات الليفية. قد يتداخل تضخم البطين الأيسر مع وظيفته بعدد من الطرق. قد يحدث انسداد ميكانيكي في مسار تدفق الدم يقود إلى نقص النتاج القلبي قبل الانتقال إلى النمط الشكلي المتوسع. قد تسبب زيادة التليف في جدار البطين فشلًا في الاسترخاء المناسب ما يقلل حجم الامتلاء القلبي ويقود إلى سوء وظيفة انبساطية أو قصور قلبي مع صيانة الجزء المقذوف.